# Глобочица (община Качаник)
Вижте пояснителната страница за други значения на Глобочица.
Глобочица (на сръбски: Глобочица; на албански: Glloboçicë) е село в Косово, част от Община Качаник, Гнилянски окръг. Населението на селото през 1991 година е 1029 души.

## Население
- 1948 – 689 жители
- 1953 – 746 жители
- 1961 – 703 жители
- 1971 – 685 жители
- 1981 – 965 жители
- 1991 – 1029 жители
- 2011 – 1287 жители